# Julio Rubiano
Julio Alberto Rubiano Pachón (nascido em 17 de agosto de 1953) é um ex-ciclista colombiano. Representou seu país, Colômbia, no ciclismo nos Jogos Olímpicos de Verão de 1976.